# John Shelby Spong

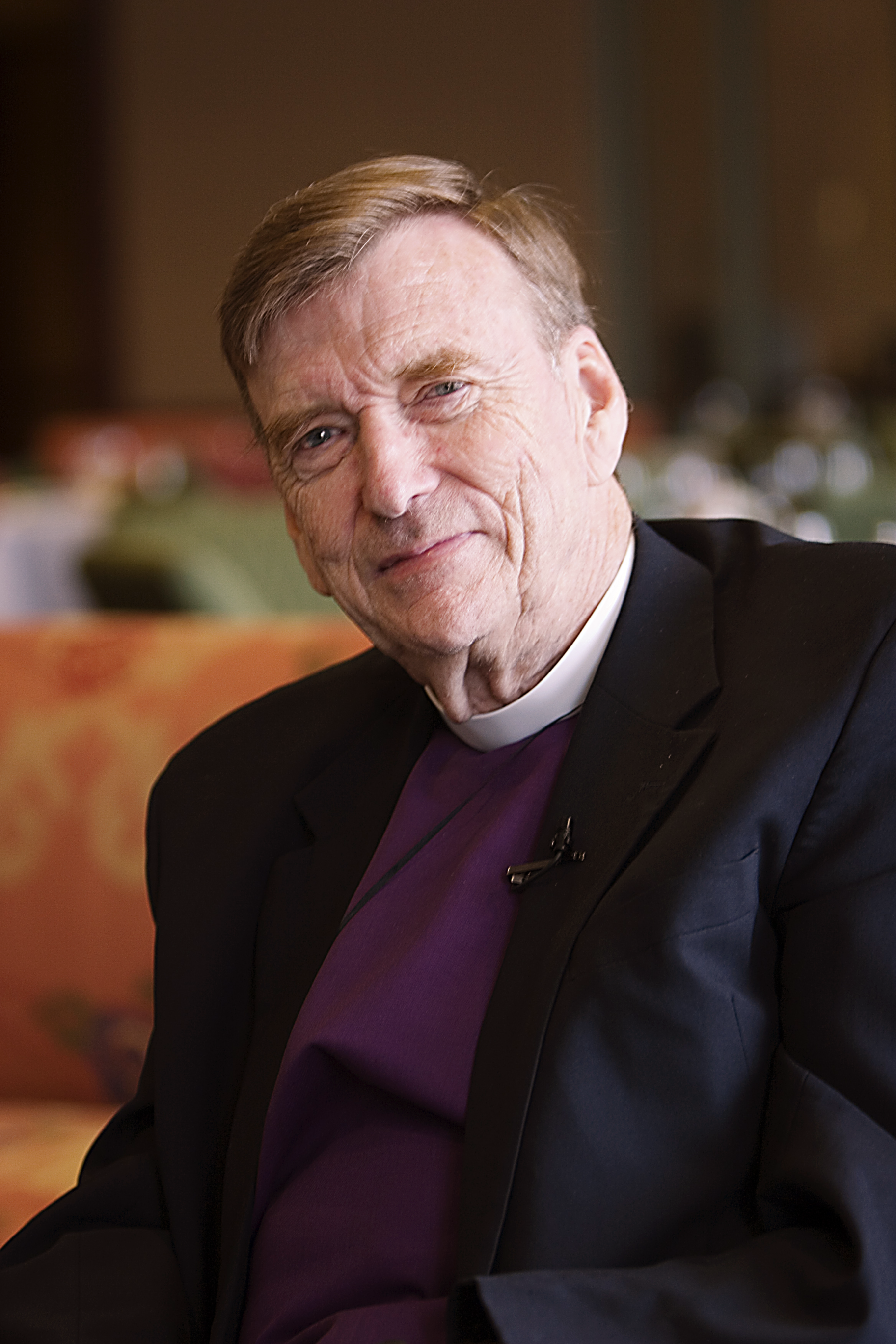
John Shelby Spong (2006)

John Shelby Spong (* 16. Juni 1931 in Charlotte, North Carolina; † 12. September 2021 in Richmond, Virginia) war von 1979 bis zu seiner Pensionierung im Jahr 2000 Bischof der Episcopal Diocese of Newark.

## Biografie
Der 1931 geborene Spong war ein Phi-Beta-Kappa-Absolvent der University of North Carolina at Chapel Hill im Jahr 1952 und erhielt seinen Abschluss Master of Divinity im Jahre 1955 vom Episcopal Theological Seminary in Alexandria, Virginia. Spong wirkte als Rektor der Kirche St. Joseph’s in Durham, North Carolina von 1955 bis 1957, Rektor der Calvary Parish, Tarboro, North Carolina von 1957 bis 1965, Rektor der St. John’s Church in Lynchburg, Virginia von 1965 bis 1969, und Rektor der St. Paul’s Church in Richmond, Virginia von 1969 bis 1976.
Am 12. Juni 1976 wurde er durch John Maury Allin sowie George Edward Rath und Robert Bruce Hall zum Bischof geweiht und diente bis 1979 als Koadjutor im Bistum Newark.
Spong vertrat eine liberale Theologie und versuchte, eine postmoderne Weltsicht mit christlichem Glauben zu vereinen. Einflüsse kamen von Petrus Abaelardus, Paul Tillich, John Hick und John B. Cobb. Spong galt auch als Proponent des Feminismus und der Rechte Homosexueller in der Kirche.
Er verstand sich als Christ, sah jedoch die Notwendigkeit einer tiefgreifenden theologischen Reform, ja einer erneuten Reformation, um das Christentum für moderne Menschen glaubwürdig zu machen. Zu seinen provokantesten Thesen gehörte die Behauptung, dass Theismus in der postmodernen Welt sinnlos („tot“) sei und dass zahlreiche biblische Aussagen über Gott und Jesus nicht wörtlich zu nehmen seien, wie zum Beispiel die Wunder, die jungfräuliche Geburt Jesu und seine körperliche Auferstehung sowie Auffahrt in einen Himmel über den Sternen.
Spong verstand Gott als Quelle des Lebens, aber nicht als übernatürliche Macht. Auch glaubte er nicht, dass die Menschen in Sünde geboren seien und der stellvertretenden Versöhnung durch ein Sühnopfer bedürften: „Die stellvertretende Erlösung ist grotesk geworden sowohl im Blick auf Gott, der das Blutvergießen eines menschlichen Opfers als eine Voraussetzung für die Erlösung braucht, als auch im Blick auf die Menschheit, die als gefallen und verdorben angesehen wird.“
Zu den häufigsten konservativen Kritikpunkten an Spongs Aussagen gehört der Gottesbegriff: Für Spong ist der Allmächtige keine Person, sondern die „Gottessenz“ oder etwas „tief in uns“.
Spong stand, nach eigenen Angaben, in enger Verbindung mit der überkonfessionellen Unity Church of Christianity. Er starb im September 2021 im Alter von 90 Jahren.

## Schriften
- 1973: Honest Prayer
- 1974: This Hebrew Lord; ISBN 0-06-067520-9.
- 1975: Christpower
- 1975: Dialogue: In Search of Jewish-Christian Understanding; ISBN 1-878282-16-6.
- 1976: Life Approaches Death: A Dialogue on Ethics in Medicine
- 1980: The Easter Moment; ISBN 1-878282-15-8.
- 1983: Into the Whirlwind: The Future of the Church; ISBN 1-878282-13-1.
- 1986: Beyond Moralism: A Contemporary View of the Ten Commandments, gemeinsam mit Archdeacon Denise G. Haines; ISBN 1-878282-14-X.
- 1987: Consciousness and Survival: An Interdisciplinary Inquiry into the possibility of Life Beyond Biological Death; hg. von John S. Spong, Einleitung von Claiborne Pell; ISBN 0-943951-00-3.
- 1988: Living in Sin? A Bishop Rethinks Human Sexuality; ISBN 0-06-067507-1.
- 1991: Rescuing the Bible from Fundamentalism: A Bishop Rethinks the Meaning of Scripture; ISBN 0-06-067518-7.
- 1992: Born of a Woman: A Bishop Rethinks the Birth of Jesus; ISBN 0-06-067523-3.
- 1994: Resurrection: Myth or Reality? A Bishop’s Search for the Origins of Christianity; ISBN 0-06-067546-2.
- 1996: Liberating the Gospels: Reading the Bible with Jewish Eyes; ISBN 0-06-067557-8.
- 1999: Why Christianity Must Change or Die: A Bishop Speaks to Believers In Exile; ISBN 0-06-067536-5. In Deutsch: 2004 – Was sich im Christentum ändern muss: ein Bischof nimmt Stellung ISBN 3-491-72481-3.
- 2001: Here I Stand: My Struggle for a Christianity of Integrity, Love and Equality; ISBN 0-06-067539-X.
- 2002: A New Christianity for a New World: Why Traditional Faith Is Dying and How a New Faith Is Being Born; ISBN 0-06-067063-0. In Deutsch: Warum der alte Glaube neu geboren werden muss: ein Bischof bezieht Position, 2006; ISBN 3-491-70395-6.
- 2005: The Sins of Scripture: Exposing the Bible’s Texts of Hate to Reveal the God of Love; ISBN 0-06-076205-5. In Deutsch: 2007 – Die Sünden der Heiligen Schrift: wie die Bibel zu lesen ist ISBN 978-3-491-72512-6.
- 2007: Jesus for the non-religious. New York: Harper, ISBN 0-06-077841-5.
- 2009: Eternal Life: A New Vision: Beyond Religion, Beyond Theism, Beyond Heaven and Hell, ISBN 0-06-076206-3 – in Deutsch 2011: Jenseits von Himmel und Hölle. Eine neue Vision vom ewigen Leben ISBN 978-3-8436-0028-6.